# San Giacomo Filippo
San Giacomo Filippo är en ort och kommun i provinsen Sondrio i regionen Lombardiet i Italien. Kommunen hade 354 invånare (2018).